# José Vicente Beviá Pastor
José Vicente Beviá Pastor (San Vicente del Raspeig, Alicante, 6 de octubre de 1933-28 de julio de 2017) fue un profesor y político socialista español, siendo senador por Alicante.  

## Biografía
Fue profesor de enseñanza media, y catedrático de griego en el Instituto Nacional "Miguel Hernández" de Alicante, que dirigió de 1963 a 1969. Fue profesor de la Universidad de Alicante (1968-1975) y miembro del primer patronato de la Universidad de Valencia en 1971.
Como político, fue concejal del Ayuntamiento de Alicante (1966-1973) y después Senador por Alicante por el PSP desde 1977 hasta 1979. De 1982 hasta el 2000 fue diputado por Alicante con el PSOE.
Igualmente fue miembro del Consejo del País Valenciano (1978-1979) y Consejero de Cultura del País Valenciano (1978-1979). También del Club de Amigos de la UNESCO y del Consell para el Fomento de la Lengua Valenciana.
Ingresó en el PSOE en 1978.
En 1996 recibió la Gran Cruz de la Orden del Mérito Civil por el Real Decreto 712/1996 de 26 de abril.
En 2004, fue galardonado con el III Premio Maisonnave que otorga la UA «por una actividad continuada en defensa de valores cívicos y de la promoción de la educación y la cultura en la Ciudad de Alicante».
En el curso académico 2005/06 José Vicente Beviá impartía la asignatura El mito y su función en la antigua Grecia. La pervivencia del mito clásico en la literatura moderna en la Universidad de Alicante.
Colaboró en revistas especializadas en temas de educación o de su especialidad y fue autor de algunos libros, destacando:
- En torno a las estáseis ateniense del S. VI a. C. Revista SAITIBI, XXVI, 1976.
- En torno a la formación humanística en la segunda mitad del siglo XVIII: el jesuíta alicantino P. José Reig. Revista SAITIBI, XXVI, 1976. Primer Congreso de Historia del País Valenciano, Vol. III, Universidad de Valencia, 1976.
- Ernest Lluch. Un exemple de tolerància al País Valencià: homenatge a Ernest Lluch a la seu ciutat d'Alacant. Universidad de Alicante. Vicerrectorado de Extensión Universitaria, 2004.
- Constituciones españolas 1812-1979. Museo Universidad de Alicante, 2007.